# اسلام‌آباد (ملایر)
اسلام‌آباد، شهری از توابع شهرستان ملایر در استان همدان ایران است.

## جمعیت
این شهر در بخش مرکزی شهرستان ملایر قرار دارد و براساس سرشماری مرکز آمار ایران در سال ۱۳۹۵، جمعیت آن ۴۲۵۱ نفر (۱۱۸۵ خانوار) بوده‌است.